# فير ستي
فير ستي (بالإنجليزية: Fair City)‏ هو مسلسل دراما تم إنتاجه في جمهورية أيرلندا. بدأ عرضه في سنة 1989. وتبلغ مدة الحلقة الواحدة 23 دقيقة. تم بث المسلسل لأول مرة بتاريخ 18 سبتمبر 1989. من بطولة توم جوردان، توني تورمي، جو هانلي، جيم بارتلي ومارتينا ستانلي. هو مسلسل الدراما الأكثر مشاهدة في أيرلندا بمعدل 550000 مشاهد. يركز المسلسل على الحياة المنزلية والمهنية لسكان كاريغستون، وهي ضاحية خيالية على الجانب الشمالي من دبلن.

## وصلات خارجية
- الموقع الرسمي
- فير ستي على موقع IMDb (الإنجليزية)
- فير ستي على موقع روتن توميتوز (الإنجليزية)
- فير ستي على موقع كينوبويسك (الروسية)
- فير ستي على موقع قاعدة بيانات الفيلم (الإنجليزية)